# Nephew (песня)
«Nephew» — сингл американского репера Smokepurpp при участии Lil Pump, вышедший 6 августа 2018 года под лейблами Interscope и Alamo Records.

## Видеоклип
Видеоклип был выпущен 6 августа 2018 года. Видеоклип был спрежиссирован Миллисент Хейлс . В интервью с Billboard во время MTV Video Music Awards, Lil Pump отметил, что видео для его песни с Smokepurpp, которое было снято в Лондоне, было «классным», добавив: «Я был взволнован… Это дерьмо — огонь».

## Критика
Сингл получил в основном положительные отзывы. Кевин Годдард из HotNewHipHop назвал трек «бассовым» и «очень горячим».

## Чарты
| Чарт (2018)                                        | Высшая позиция |
| -------------------------------------------------- | -------------- |
| Канада (Canadian Hot 100)                          | 96             |
| США (Billboard Bubbling Under Hot 100 Singles)     | 5              |
| США (Billboard Bubbling Under R&B/Hip-Hop Singles) | 1              |

## Сертификации
| Регион | Сертификация | Продажи |
| --- | ------------ | ------- |
| США (RIAA) | Золотой      | 500 000 |
| * Данные о продажах приведены только на основе сертификации. · ^ Данные о тиражах приведены только на основе сертификации. · Данные о продажах + прослушиваниях приведены только на основе сертификации. |              |         |